# Rywałdzik
Rywałdzik [rɨˈvau̯d͡ʑik] (tiếng Đức: Klein Rehwalde)  là một ngôi làng ở quận hành chính của Gmina Biskupiec, trong huyện Nowomiejski, Warmińsko-Mazurskie, ở miền bắc Ba Lan. Nó nằm khoảng 8 kilômét (5 mi)   phía tây nam Biskupiec, 22 km (14 mi) về phía tây của Nowe Miasto Lubawskie và 90 km (56 mi) về phía tây nam của thủ đô khu vực Olsztyn.